# Subdistrictul Acre, Israel
Subdistrictul Acre, alternativ scris ca Subdistrictul Akka sau Subdistrictul Akko, este unul dintre sub-districtele Israelului din Districtul de Nord. Subdistrictul este compus în cea mai mare parte din  Subdistrictul Acre mandatat istoric.